# Sidney Lanier
Sidney Lanier (Macon (Georgia), 3 de febrero de 1842- Lynn, Carolina del Norte, 7 de septiembre de 1881) fue un poeta y músico estadounidense. 
Nació en el estado de Georgia y sus padres eran Robert Sampson Lanier y Mary Jane Anderson; tenía sobre todo ascendencia inglesa, pero también provenía de hugonotes franceses afincados en Inglaterra en el siglo XVI. 
Comenzó a tocar la flauta de muy niño y su amor por este instrumento duró toda la vida. Asistió a la Universidad Oglethorpe cerca de  Milledgeville, Georgia, donde fue miembro de la fraternidad Sigma Alpha Epsilon. Ejerció de abogado unos años tras su graduación y participó en la guerra de secesión en el bando confederado. Fue encarcelado en una prisión militar de Point Lookout, Maryland, donde contrajo tuberculosis, enfermedad que le aquejó el resto de su vida. 

## Obra
| - 1867 Tiger Lilies (novela) - 1875 Corn - 1877 The Song of the Chattahoochee (poemario) - 1879 The Marshes of Glynn - 1880 Science of English Verse | - 1880 Sunrise - 1883 The English Novel - 1889 Letters of Sidney Lanier 1866–1881 (correspondencia) - 1902 Shakspere and his Forerunners |